# 长爪沙鼠
长爪沙鼠（学名：Meriones unguiculatus）为鼠科沙鼠属的动物。

## 特征
体长11.5～13.5厘米，尾长9～10.5厘米。体背为赤黄色，腹面为白色，毛基部灰色；尾为棕黄色，尾端的毛束为黑色；爪为黑色。

## 分布
在中国大陆，分布于陕西、青海、内蒙古、甘肃、河北、黑龙江、山西、宁夏、吉林等地。该物种的模式产地在山西北部。栖居在耕地和居住点附近的荒地上。

## 亚种
- 长爪沙鼠指名亚种（学名：Meriones unguiculatus unguiculatus），Milne-Edwards于1867年命名。在中国大陆，分布于陕西、青海、内蒙古、甘肃、河北、黑龙江、山西、宁夏、吉林等地。该物种的模式产地在山西北部。[2]